# C.O.R.E. Digital Pictures
C.O.R.E. Digital Pictures fue un estudio dedicado a la animación digital y efectos especiales disuelto el 15 de marzo de 2010. Realizó numerosos trabajos para cine y televisión además, creó una película completa de animación, The Wild, estrenada en 2006.

## Historia
CORE Digital Pictures participó en numerosos proyectos y colaboró junto a su equipo en la creación de efectos especiales animados para diversos filmes externos. Entre sus trabajos más conocidos se encuentran las películas Cube, X-Men, Saw 2, Silent Hill o Resident Evil: Apocalypse, la segunda entrega de una saga de seis películas y dirigida por Alexander Witt; en las demás entregas participaron directores como Paul W. S. Anderson o Russell Mulcahy.
Su única película animada de forma completa fue The Wild (Salvaje/Vida salvaje), que fue distribuida por Walt Disney Pictures, con la que obtuvieron una recaudación de 102 millones de dólares tras su proyección a nivel mundial. Salvaje tiene el récord de mayor equipo de producción utilizado para un largometraje en Canadá, tras comprobar que llegaron a participar hasta 400 empleados (la mayoría con un contrato de trabajo temporal).

## Cierre de los estudios
C.O.R.E. Digital Pictures anunció el 15 de marzo de 2010 que los estudios se encontraban quiebra y suspendieron instantáneamente todos sus proyectos. Tras reunir a sus trabajadores a las 15:00 horas del mismo día, el equipo directivo de los estudios dio la noticia a sus 150 trabajadores, quienes fueron invitados a abandonar el edificio pacíficamente; hicieron caso omiso hasta conocer los motivos del despido.
Finalmente y tras varias investigaciones de los movimientos financieros de CORE, se confirmó que una mala gestión de la empresa dejó en números rojos a los estudios de animación, viéndose obligados a cerrar de inmediato dejando a toda su plantilla en la calle y causando una gran polémica en Canadá.

## Trabajos

### Cine
| Año  | Película (título original)               | Película (título en España)                        | Director                     |
| ---- | ---------------------------------------- | -------------------------------------------------- | ---------------------------- |
| 1995 | Johnny Mnemonic                          | Johnny Mnemonic                                    | Robert Longo                 |
| 1996 | Fly Away Home                            | Volando libre                                      | Carroll Ballard              |
| 1997 | Mimic                                    | Mimic                                              | Guillermo del Toro           |
| 1997 | Spawn                                    | Spawn                                              | Mark A.Z. Dippé              |
| 1997 | Cube                                     | Cube                                               | Vincenzo Natali              |
| 1998 | The Big Hit                              | Equipo mortal                                      | Kirk Wong                    |
| 1998 | The Mighty                               | Un mundo a su medida                               | Peter Chelsom                |
| 1998 | Flubber                                  | Flubber y el profesor chiflado                     | Les Mayfield                 |
| 1999 | A Walk on the Moon                       | La tentación                                       | Tony Goldwyn                 |
| 1999 | Dr. Dolittle                             | Dr. Dolittle                                       | Betty Thomas                 |
| 2000 | Finding Forrester                        | Descubriendo a Forrester                           | Gus Van Sant                 |
| 2000 | Nutty Professor II: The Klumps           | El profesor chiflado II: La familia Klump          | Peter Segal                  |
| 2000 | X-Men                                    | X-Men                                              | Bryan Singer                 |
| 2000 | Thomas and the Magic Railroad            | Thomas and the Magic Railroad                      | Britt Allcroft               |
| 2000 | Snow Day                                 | La fiesta de la nieve                              | Chris Koch                   |
| 2001 | Who Is Cletis Tout?                      | ¿Quién es Cletis T...?                             | Chris Ver Wiel               |
| 2001 | Glitter                                  | Glitter, todo lo que brilla                        | Vondie Curtis Hall           |
| 2001 | The Caveman's Valentine                  | Muerte de un ángel                                 | Kasi Lemmons                 |
| 2001 | Knockaround Guys                         | Ajuste de cuentas                                  | Brian Koppelman David Levien |
| 2002 | They                                     | Ellos                                              | Robert Harmon                |
| 2002 | Cypher                                   | Cypher                                             | Vincenzo Natali              |
| 2002 | Blade II                                 | Blade II                                           | Guillermo del Toro           |
| 2002 | The Time Machine                         | La máquina del tiempo                              | Simon Wells                  |
| 2003 | Malibu's Most Wanted                     | Malibu's Most Wanted                               | John Whitesell               |
| 2003 | Nothing                                  | Nothing                                            | Vincenzo Natali              |
| 2004 | Resident Evil: Apocalypse                | Resident Evil 2: Apocalipsis                       | Alexander Witt               |
| 2004 | Harold & Kumar Go to White Castle        | Dos colgaos muy fumaos                             | Danny Leiner                 |
| 2004 | New York Minute                          | Muévete, esto es Nueva York                        | Dennie Gordon                |
| 2004 | My Baby's Daddy                          | My Baby's Daddy                                    | Cheryl Dunye                 |
| 2004 | Against the Ropes                        | Contra las cuerdas                                 | Charles Stanley Dutton       |
| 2005 | Saw II                                   | Saw II                                             | Darren Lynn Bousman          |
| 2005 | Duma                                     | Duma                                               | Carroll Ballard              |
| 2006 | Silent Hill                              | Silent Hill                                        | Christophe Gans              |
| 2006 | Lucky Number Slevin                      | El caso Slevin                                     | Paul McGuigan                |
| 2007 | Firehouse Dog                            | Perro al rescate                                   | Todd Holland                 |
| 2008 | Killshot                                 | Tiro mortal                                        | John Madden                  |
| 2008 | Nurse.Fighter.Boy                        | Nurse.Fighter.Boy                                  | Charles Officer              |
| 2009 | Suck                                     | Suck                                               | Rob Stefaniuk                |
| 2010 | Cats & Dogs: The Revenge of Kitty Galore | Como perros y gatos 2: La venganza de Kitty Galore | Brad Peyton                  |

### Cine de animación
| Año  | Película (título original) | Película (título en España) | Director              |
| ---- | -------------------------- | --------------------------- | --------------------- |
| 2006 | The Wild                   | Salvaje                     | Steve 'Spaz' Williams |

### Televisión
| Año       | Serie (título original)                | Serie (título en España)               | Director                    |
| --------- | -------------------------------------- | -------------------------------------- | --------------------------- |
| 1994      | TekWar                                 | TekWar                                 | Allan Kroeker               |
| 1995      | Shock Treatment                        | Shock Treatment                        | Michael Schultz             |
| 1996      | PSI Factor                             | PSI Factor: Crónicas de lo paranormal  | John Bell*                  |
| 1996      | Once a Thief                           | Matar a un ladrón                      | John Woo                    |
| 1997      | Lexx                                   | Lexx                                   | Chris Bould*                |
| 1999      | Dead aviators                          | Espíritus inquietos                    | David Wellington            |
| 1999      | Sea People                             | Sea People                             | Vic Sarin                   |
| 2000      | The Zack Files                         | The Zack Files                         | Ross Clyde*                 |
| 2000      | Don Giovanni                           | Don Giovanni                           | Gary Halvorson              |
| 2000      | Model Behavior                         | Sueños cambiados                       | Mark Rosman                 |
| 2000      | The Sandy Bottom Orchestra             | The Sandy Bottom Orchestra             | Bradley Wigor               |
| 2001      | Prancer Returns                        | El reno perdido de Santa Claus         | Joshua Butler               |
| 2001      | Feast of All Saints                    | Orgullo de raza                        | Peter Medak                 |
| 2001      | Jett Jackson: The Movie                | Su mejor amigo                         | Shawn Levy                  |
| 2002      | Salem Witch Trials                     | Las brujas de Salem                    | Joseph Sargent              |
| 2002      | Tru Confessions                        | Tru Confessions                        | Paul Hoen                   |
| 2002      | The Rats                               | The Rats                               | John Lafia                  |
| 2003      | The Music Man                          | The Music Man                          | Jeff Bleckner               |
| 2003      | Spinning Boris                         | Spinning Boris                         | Roger Spottiswoode          |
| 2004      | Kevin Hill                             | Kevin Hill                             | Arvin Brown*                |
| 2004      | Anonymous Rex                          | Anonymous Rex                          | Julian Jarrold              |
| 2004      | Wonderfalls                            | Wonderfalls                            | Todd Holland*               |
| 2005      | Code Breakers                          | Code Breakers                          | Rod Holcomb                 |
| 2007      | The Gathering                          | The Gathering                          | Bill Eagles                 |
| 2007      | The Chair                              | The Chair                              | Brett Sullivan              |
| 2007-2008 | The Tudors                             | Los Tudor                              | Michael Hirst               |
| 2009      | Skyrunners                             | Skyrunners                             | Ralph Hemecker              |
| 2009      | National Aboriginal Achievement Awards | National Aboriginal Achievement Awards | Jennifer Podemski           |
| 2010      | Planet Sheen                           | Planet Sheen                           | Steve Oedekerk Keith Alcorn |

[*] Debido al gran número de directores, se muestra el director que más episodios ha dirigido.

### Videojuegos
| Año  | Título          | Compañía       |
| ---- | --------------- | -------------- |
| 2005 | Midnight Club 3 | Rockstar Games |